# سان سيبريانو (محطة مترو أنفاق مدريد)
سان سيبريانو (بالإسبانية: San Cipriano)‏ هي محطة مترو أنفاق في مدريد في إسبانيا، تقع على الخط رقم 9.